# Leptopogon (género de aves)
Leptopogon es un género de aves paseriformes perteneciente a la familia Tyrannidae que agrupa a especies nativas de la América tropical (Neotrópico), donde se distribuyen desde el sur tropical de México, a través de América Central y del Sur hasta el sur de Brasil, norte de Argentina y oeste de Bolivia. A sus miembros se les conoce por el nombre popular de orejeros, y también atrapamoscas, mosqueros, mosquetas, mosquiteros, levanta-alas, entre otros.

## Etimología
El nombre genérico masculino «Leptopogon» se compone de las palabras del griego «leptos» que significa ‘fino, esbelto’, y « pōgōn,  pōgōnos» que significa ‘barba, vibrisas’.

## Características
Las especies de este género son pequeños tiránidos esbeltos, de colas largas, midiendo entre 13 y 14 cm de longitud, de picos estrechos, encontrados en el sotobosque de bosques húmedos o montanos. Todos ellos muestran un grisáceo en la face y al menos trazos de una mancha auricular oscura. Una característica común es que levantan las alas sobre su dorso.

## Lista de especies
Según las clasificaciones del Congreso Ornitológico Internacional (IOC) y Clements Checklist v.2017, agrupa a las siguientes especies con el respectivo nombre popular de acuerdo con la Sociedad Española de Ornitología (SEO)::
| Imagen | Nombre científico                       | Autor              | Nombre común           | Estado de conservación | Distribución |
| ------ | --------------------------------------- | ------------------ | ---------------------- | ---------------------- | ------------ |
|        | Leptopogon amaurocephalus               | Tschudi, 1846      | orejero coronipardo    | LC                     |              |
|        | Leptopogon superciliaris                | Tschudi, 1844      | orejero coronigrís     | LC                     |              |
|        | Leptopogon (superciliaris) albidiventer | Hellmayr, 1918     | (orejero ventriblanco) | LC                     |              |
|        | Leptopogon rufipectus                   | (Lafresnaye), 1846 | orejero pechirrufo     | LC                     |              |
|        | Leptopogon taczanowskii                 | Hellmayr, 1917     | orejero inca           | NT                     |              |

## Taxonomía
La subespecie Leptopogon superciliaris albidiventer, de los Andes del sureste de Perú y norte de Bolivia, es considerada como especie plena por Aves del Mundo (HBW) y Birdlife International (BLI) con base en diferencias morfológicas y de vocalización.
Los amplios estudios genético-moleculares realizados por Tello et al. (2009) descubrieron una cantidad de relaciones novedosas dentro de la familia Tyrannidae que todavía no están reflejados en la mayoría de las clasificaciones. Siguiendo estos estudios, Ohlson et al. (2013) propusieron dividir Tyrannidae en cinco familias, entre las cuales Rhynchocyclidae Berlepsch, 1907 agrupando a diversos géneros entre los cuales Leptopogon, éste en una subfamilia Pipromorphinae Wolters, 1977, junto a Mionectes, Pseudotriccus, Corythopis y Phylloscartes (con Pogonotriccus). El Comité Brasileño de Registros Ornitológicos (CBRO) adopta dicha familia, mientras el Comité de Clasificación de Sudamérica (SACC) aguarda propuestas para analisar los cambios.